# Johan Andersson
Johan Andersson (ur. 28 sierpnia 1974) – główny programista, projektant gier szwedzkiej firmy Paradox Interactive. Firma stworzyła między innymi serie Hearts of Iron, Europa Universalis i Crusader Kings.

## Kariera
Przed rozpoczęciem pracy dla Paradox Interactive pracował dla norweskiej firmy Funcom, gdzie programował gry na konsolę Sega Mega Drive, zaprojektował m.in. Nightmare Circus i NBA Hangtime. Pracuje dla Paradox Interactive, gdzie projektuje m.in. serię Hearts of Iron.